# Lista över Nederländernas kommuner

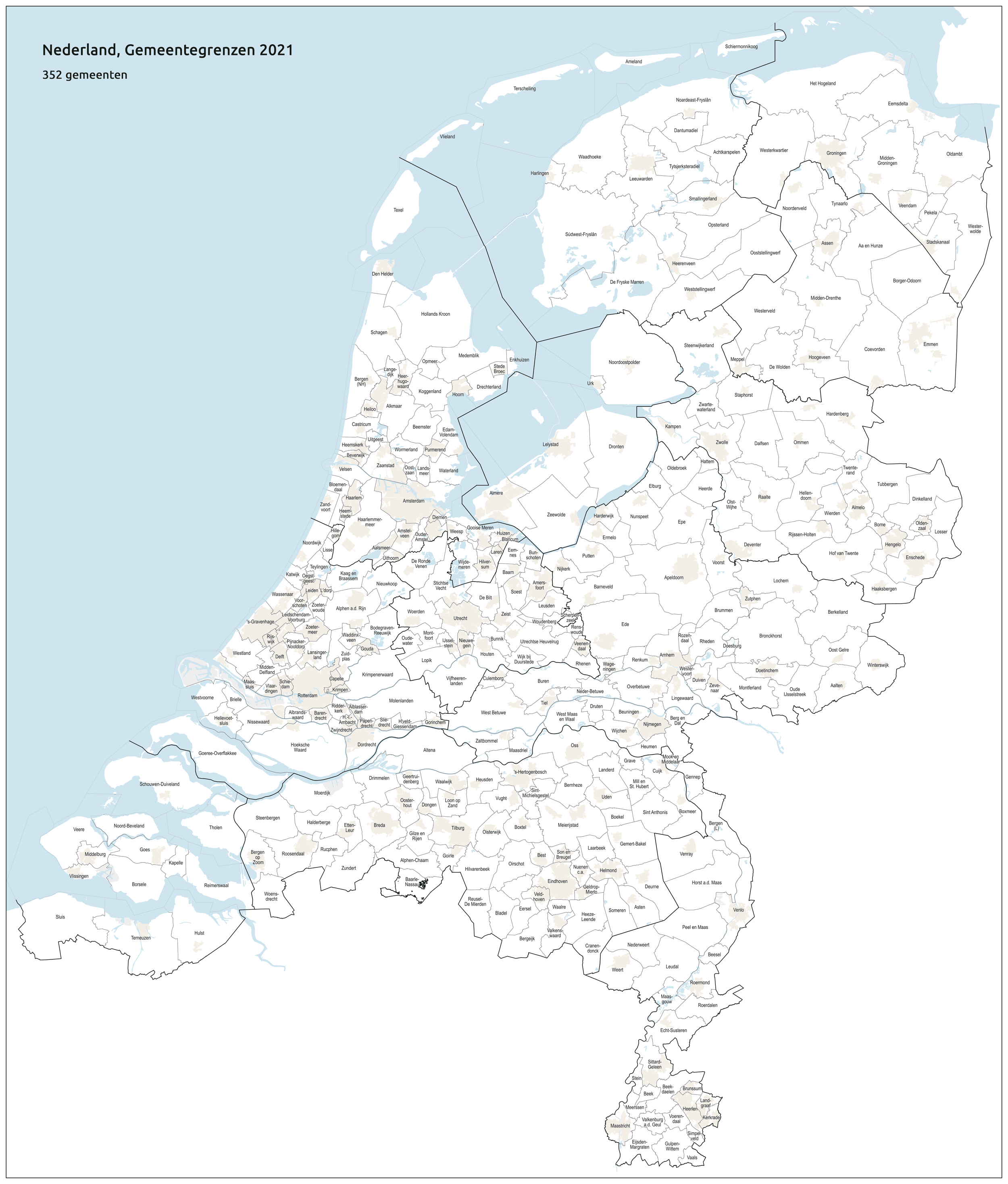
Karta över Nederländernas kommuner (2021)

Nederländerna är indelat i 352 kommuner (gemeenten) av enhetlig typ. Redan 1848 avskaffades skillnaden mellan städer och landskommuner. Det här är en lista över Nederländernas kommuner. 
| Provinser     | Kommuner |
| ------------- | -------- |
| Drenthe       | 12       |
| Flevoland     | 6        |
| Friesland     | 18       |
| Gelderland    | 51       |
| Groningen     | 10       |
| Limburg       | 31       |
| Noord-Brabant | 61       |
| Noord-Holland | 47       |
| Overijssel    | 25       |
| Utrecht       | 26       |
| Zeeland       | 13       |
| Zuid-Holland  | 52       |
| Västindien    | 3        |

## Sorterade i bokstavsordning

### A
| - Aa en Hunze - Aalsmeer - Aalten - Achtkarspelen - Alblasserdam | - Albrandswaard - Alkmaar - Almelo - Almere - Alphen aan den Rijn | - Alphen-Chaam - Altena - Ameland - Amersfoort - Amstelveen | - Amsterdam - Apeldoorn - Arnhem - Assen - Asten |  |

### B
| - Baarle-Nassau - Baarn - Barendrecht - Barneveld - Beek | - Beekdaelen - Beemster - Beesel - Berg en Dal - Bergeijk | - Bergen - Bergen - Bergen op Zoom - Berkelland - Bernheze | - Best - Beuningen - Beverwijk - Bladel - Blaricum | - Bloemendaal - Bodegraven-Reeuwijk - Boekel - Bonaire - Borger-Odoorn | - Borne - Borsele - Boxmeer - Boxtel - Breda | - Brielle - Bronckhorst - Brummen - Brunssum - Bunnik | - Bunschoten - Buren |  |

### C
| - Capelle aan den IJssel - Castricum - Coevorden - Cranendonck - Cuijk | - Culemborg |  |

### D
| - Dalfsen - Dantumadiel - De Bilt - De Fryske Marren - De Ronde Venen | - De Wolden - Den Helder - Deurne - Deventer | - Delft - Den Haag - Diemen - Dinkelland - Doesburg | - Doetinchem - Dongen - Dordrecht - Drechterland - Drimmelen | - Dronten - Druten - Duiven |  |

### E
| - Echt-Susteren - Edam-Volendam - Ede - Eemnes - Eemsdelta - Eersel | - Eijsden-Margraten - Eindhoven - Elburg - Emmen - Enkhuizen | - Enschede - Epe - Ermelo - Etten-Leur |  |

### G
| - Geertruidenberg - Geldrop-Mierlo - Gemert-Bakel - Gennep - Gilze en Rijen | - Goeree-Overflakkee - Goes - Goirle - Gooise Meren - Gorinchem | - Gouda - Grave - Groningen - Gulpen-Wittem |  |

### H
| - Haaksbergen - Haarlem - Haarlemmermeer - Halderberge | - Hardenberg - Harderwijk - Hardinxveld-Giessendam - Harlingen - Hattem | - Heemskerk - Heemstede - Heerde - Heerenveen - Heerhugowaard | - Heerlen - Heeze-Leende - Heiloo - Hellendoorn - Hellevoetsluis | - Helmond - Hendrik-Ido-Ambacht - Hengelo - 's-Hertogenbosch - Het Hogeland | - Heumen - Heusden - Hillegom - Hilvarenbeek - Hilversum | - Hoeksche Waard - Hof van Twente - Hollands Kroon - Hoogeveen - Hoorn | - Horst aan de Maas - Houten - Huizen - Hulst |  |

### I
- IJsselstein

### K
| - Kaag en Braassem - Kampen - Kapelle - Katwijk - Kerkrade | - Koggenland - Krimpen aan den IJssel - Krimpenerwaard |  |

### L
| - Laarbeek - Landerd - Landgraaf - Landsmeer - Langedijk | - Lansingerland - Laren - Leeuwarden - Lelystad - Leudal | - Leusden - Leiden - Leiderdorp - Leidschendam-Voorburg - Lingewaard | - Lisse - Lochem - Loon op Zand - Lopik - Losser |  |

### M
| - Maasdriel - Maasgouw - Maassluis - Maastricht - Medemblik | - Meerssen - Meierijstad - Meppel - Middelburg - Midden-Delfland | - Midden-Drenthe - Midden-Groningen - Mill en Sint Hubert - Moerdijk - Molenlanden | - Montferland - Montfoort - Mook en Middelaar |  |

### N
| - Neder-Betuwe - Nederweert - Nieuwegein - Nieuwkoop - Nijkerk | - Nijmegen - Nissewaard - Noardeast-Fryslân - Noord-Beveland - Noordenveld | - Noordoostpolder - Noordwijk - Nuenen, Gerwen en Nederwetten - Nunspeet |  |

### O
| - Oegstgeest - Oirschot - Oisterwijk - Oldambt - Oldebroek | - Oldenzaal - Olst-Wijhe - Ommen - Oost Gelre - Oosterhout | - Ooststellingwerf - Oostzaan - Opmeer - Opsterland - Oss | - Oude IJsselstreek - Ouder-Amstel - Oudewater - Overbetuwe |  |

### P
| - Papendrecht - Peel en Maas - Pekela - Pijnacker-Nootdorp - Purmerend | - Putten |  |

### R
| - Raalte - Reimerswaal - Renkum - Renswoude - Reusel-De Mierden | - Rheden - Rhenen - Ridderkerk - Rijssen-Holten - Rijswijk | - Roerdalen - Roermond - Roosendaal - Rotterdam - Rozendaal | - Rucphen |  |

### S
| - Saba - Schagen - Scherpenzeel - Schiedam - Schiermonnikoog | - Schouwen-Duiveland - Simpelveld - Sint Anthonis - Sint Eustatius - Sint-Michielsgestel | - Sittard-Geleen - Sliedrecht - Sluis - Smallingerland - Soest | - Someren - Son en Breugel - Stadskanaal - Staphorst - Stede Broec | - Steenbergen - Steenwijkerland - Stein - Stichtse Vecht - Súdwest-Fryslân |  |

### T
| - Terneuzen - Terschelling - Teylingen - Texel - Tholen | - Tiel - Tilburg - Tubbergen - Twenterand - Tynaarlo | - Tytsjerksteradiel |  |

### U
| - Uden - Uitgeest - Uithoorn - Urk - Utrecht | - Utrechtse Heuvelrug |  |

### V
| - Vaals - Valkenburg aan de Geul - Valkenswaard - Veendam - Veenendaal | - Veere - Veldhoven - Velsen - Venlo - Venray | - Vijfheerenlanden - Voerendaal - Vlaardingen - Vlieland - Vlissingen | - Voorschoten - Voorst - Vught |  |

### W
| - Waadhoeke - Waalre - Waalwijk - Waddinxveen - Wageningen | - Wassenaar - Waterland - Weert - Weesp - West Betuwe | - West Maas en Waal - Westerkwartier - Westerveld - Westervoort - Westerwolde | - Westland - Weststellingwerf - Westvoorne - Wierden - Wijchen | - Wijdemeren - Wijk bij Duurstede - Winterswijk - Woensdrecht - Woerden | - Wormerland - Woudenberg |  |

### Z
| - Zaanstad - Zaltbommel - Zandvoort - Zeewolde - Zeist | - Zevenaar - Zoetermeer - Zoeterwoude - Zuidplas - Zundert | - Zutphen - Zwartewaterland - Zwijndrecht - Zwolle |  |